# Abderramán I
‘Abderramán ibn Mu‘awiya ibn Hisham ibn ‘Abd al-Malik o ‘Abd al-Rahmān I (en árabe: عبد الرحمن بن معاوية بن هشام بن عبد الملك‎), conocido como Abderramán I o ‘Abd al-Rahmān I al-Dājil (الداخل, ‘el que entra’ o ‘el inmigrado’) (Damasco, marzo de 731-Córdoba, 788) fue un príncipe de la dinastía omeya que, en el año 756, tras diversas vicisitudes, se convirtió en el primer emir independiente de Córdoba, fundando allí la dinastía Umawi. Reinó durante treinta y dos años, dedicado fundamentalmente a aplastar las revueltas del anterior señor del territorio, de los partidarios de los abasíes y de algunos grupos bereberes.
Su madre era bereber de la tribu Nafza, lo que le sirvió para escapar a Cabilia, en el norte de África, al triunfar la Revolución abásida.
La situación interna del emirato no permitió a Abderramán I dirigir las habituales aceifas (razias musulmanas) a los territorios cristianos del norte. Su reinado de treinta y dos años transcurrió entre luchas internas para sofocar la resistencia del anterior emir, Yúsuf al-Fihri, y de sus hijos, los sirios partidarios de los abasíes y de los bereberes asentados en la península ibérica.
Se le conocía también como al-Dájil (‘el Inmigrante’), Saqr Quraish (‘el Halcón de los Quraysh’) y el «Halcón de al-Ándalus». Variaciones de escritura de su nombre incluyen «Abd ar-Rahman I», «Abdul Rahman I» y «Abderraman I».

## Vida

### Descripción
Según el cronista Ibn Idari, Abd al-Rahman I era “de talle alto, rubio, tuerto, barbilampiño, tenía un lunar en la cara y llevaba dos aladares”.

### Infancia y juventud

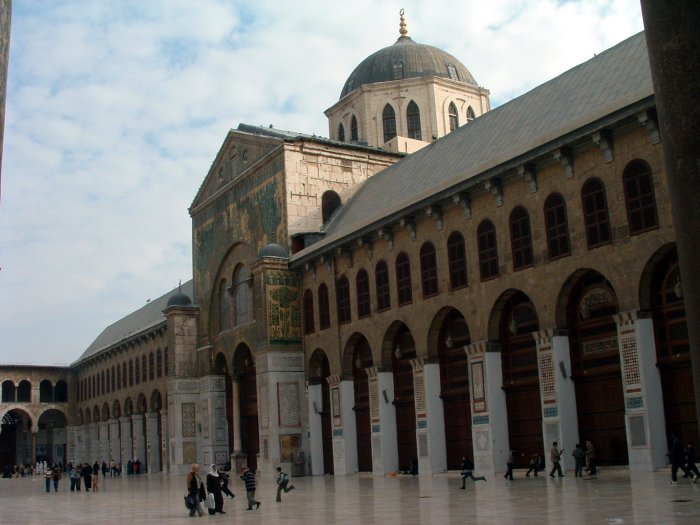
Mezquita de los Omeyas en Damasco, destronados en 750 por los abasíes.

Nieto de Hisham ibn Abd al-Málik, el décimo califa omeya, e hijo del príncipe Mu'awiya ibn Hisham y de una concubina esclava cristiana bereber de la tribu Nafza, Abderramán nació en un monasterio en la periferia de Damasco en marzo del 731. Cuando el califa Marwán II fue derrotado y asesinado en el año 750 en Egipto y se instauró la nueva dinastía de los abasíes, el joven omeya tenía menos de veinte años. El nuevo califa, Abu ul-‘Abbás, temeroso de que los omeyas pudieran amenazar el derecho al trono de su familia por la influencia que aún poseían, invitó a sus rivales a la ciudad palestina de Abú Futrus, donde se llevó a cabo un banquete en el que se masacró a los omeyas asistentes (25 de julio de 750). Los únicos sobrevivientes de la masacre fueron Abd al-Rahman, su hermano Yahya, su hijo de cuatro años Sulaymán, sus hermanas y un liberto de origen griego, Badr, quienes haciéndose pasar por refugiados huyeron de Damasco a una aldea, donde fueron perseguidos por los soldados de Abbás. Abd al-Rahman, su hermano y su liberto tuvieron que escapar al desierto en busca de las tribus beduinas, dejando a sus hermanas y a su hijo.
Los omeyas, quienes fueron perseguidos por sus enemigos, los abásidas, llegaron hasta al río Éufrates. Abd al-Rahman y su liberto, Badr, cruzaron nadando a la otra orilla, pero Yahya no alcanzó a cruzar, por lo que fue capturado y decapitado. Tras presenciar el asesinato de Yahya, ambos fugitivos huyeron a Palestina, Siria y después hacia norte de África, el refugio común para aquellos que querían escapar de los abásidas.
Durante el cambio de dinastía, la región omeya había caído en manos de caciques locales, antiguos emires o tenientes de los califas, de los cuales buscaban independencia pero no fueron apoyados. Después de un tiempo, Abderramán descubrió que su vida estaba amenazada, huyó aún más lejos hacia el oeste y se refugió entre las tribus bereberes del norte de Marruecos (en la tribu de los nafzas a la que pertenecía su madre), pero estos terminaron por expulsarlo. En sus viajes le acompañaban Badr y algunos pocos fieles de la dinastía omeya. En medio de estos peligros mantuvo sus ánimos gracias a su confianza en una de las profecías de su tío abuelo Maslama, según la cual él restablecería la fortuna de su familia.

### Llegada a la Península
Abderramán llegó a Ceuta en el año 755, después de haber atravesado todo el norte de África en compañía de su leal vasallo Badr. Desde allí envió a un agente a la península ibérica para buscar apoyos de otros clientes de la familia, descendientes de los conquistadores en la península, que eran numerosos en la provincia de Elvira, actualmente Granada.
El país estaba en un estado de confusión debido al débil liderazgo del Emir Yúsef o Yúsuf, una simple marioneta en manos de una facción; el territorio estaba dividido por las tensiones tribales entre árabes y bereberes a causa de los conflictos raciales entre ellos. Esto dio a Abderramán la oportunidad que no había encontrado en África. Gracias a la invitación de sus partidarios, Abderramán llegó a las costas granadinas de Almuñécar en septiembre del año 755. En Archidona se proclamó emir. Ya instalado en el castillo de Turrush, apoyado por los mozárabes de la fortaleza (cristianos que pagaban tributo extra por permanecer en territorio musulmán), reclutó un pequeño ejército con el cual pudo alcanzar el poder. En aquel momento, Yúsef no pudo hacerle frente porque se encontraba auxiliando a Zaragoza, sitiada por los rebeldes. Yúsef volvió al sur inmediatamente, pero sus tropas habían sufrido fuertes pérdidas en el norte.
En marzo del año 756, Abderramán entró en Sevilla, que para entonces dominaba las provincias de Elvira, Sidona y Málaga. Entró con sus tropas, compuestas por sirios, yemeníes y bereberes, quienes avanzaron por el valle del Guadalquivir, mientras Yúsef partió de Córdoba hacia Sevilla, pero al notar el avance de su enemigo volvió a la capital. Los dos ejércitos terminaron por encontrarse en las orillas opuestas del río, el cual estaba con las aguas crecidas, por lo que era imposible cruzarlo. Ambas fuerzas marcharon paralelamente hasta el paraje de Al-Musara, a las afueras de Córdoba.
Entablaron negociaciones y Yúsef ofreció a una de sus hijas en matrimonio y dotes de tierras. El 13 de marzo, Abderramán, consciente del cansancio de sus tropas y el buen estado de las adversarias, propuso a sus hombres aceptar la paz o luchar; sus soldados optaron por la última opción. Viendo que el río había bajado su caudal, Abderramán fingió aceptar la propuesta de Yúsef, quien le envió animales para alimentar a sus tropas, pero al anochecer, el ejército omeya cruzó el río sin ser visto. En ese momento las tropas omeyas alcanzaban los dos mil jinetes y tres mil infantes. Al amanecer, ambas fuerzas se prepararon para la batalla de Al-Musara; para el choque decisivo Abderramán ordenó a sus tropas de infantería colocarse en el centro, a pesar de la escasez de caballería en los flancos. Armado únicamente con un arco, el futuro emir era casi el único que montaba un buen caballo de guerra, e iba rodeado de sus hombres más leales. No tenía bandera, por lo que improvisó una con un turbante verde y una lanza (el turbante y la lanza se convirtieron en la bandera de los omeyas españoles). De igual modo, Yúsef ordenó a sus hombres que se prepararan de la misma manera. La caballería de los árabes omeyas, compuesta por esclavos y bereberes, atacó el centro y la derecha de la formación de Yúsef. En la batalla se produjo un combate singular entre Jálid Sudi, criado de Yúsef y jefe de su caballería, y Habid ibn Adb al-Málik, jefe de la caballería omeya. Durante la batalla, los yemeníes temían la huida de Abd al-Rahman en caso de un revés en el combate, porque él iba montado a caballo. Abd al-Rahman, al haber escuchado los rumores, llamó a Abu Sabbah Yahya al-Yahsubi y le pidió su mula, gesto que tranquilizó los ánimos de los yemeníes. Finalmente los jinetes omeyas y los sirios lanzaron un ataque al centro de la hueste enemiga, matando a tres comandantes de infantería; dos de ellos eran hijos de Yúsef y el otro de al-Sumayl ibn Hatim. Ambos escaparon dando por perdida la batalla y dejaron sola el ala izquierda, que resistió hasta bien entrado el día; sin embargo sus jefes perecieron.
Conseguida la victoria, Abd al-Rahman entró en Córdoba y se dirigió al alcázar, de donde expulsó a unos soldados que se le habían adelantado y estaban saqueando el palacio. Los yemeníes, enfadados por no haber logrado su propósito, se dirigieron a Abu Sabbah Yahya al-Yahsubi, quien les propuso asesinar a Abd al-Rahman con el fin de recuperar el poder nuevamente, propuesta que los yemeníes rechazaron.

### Emirato

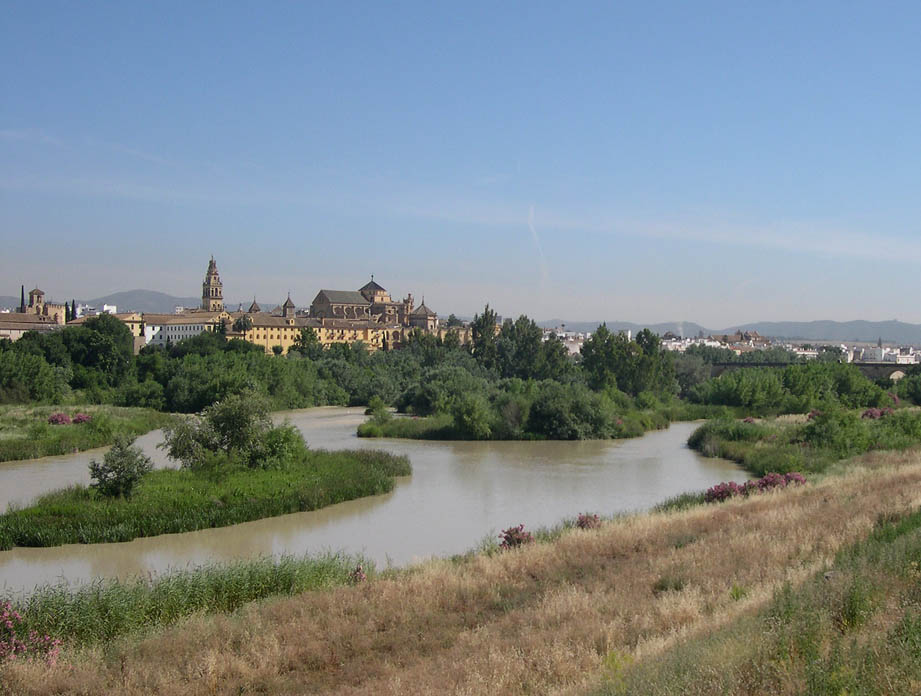
Río Guadalquivir cerca de Córdoba, ciudad donde Abd al-Rahman I se proclamó emir independiente.

Tras la victoria, Abderramán, se proclamó emir independiente de al-Ándalus en Archidona el 16 de marzo, estableciendo un estado contrario al de los abásidas de Bagdad. Poco después, entró triunfante en Córdoba con su espléndido caballo blanco, el día del 'Aid al-Kabir (conmemoración del sacrificio de Abraham). Inmediatamente después liberó de la esclavitud a una visigoda conversa al islam, a la que desposó y fue la madre de Hisham I.
Para asegurar su supremacía sobre las demás facciones en disputa, Abderramán procuró la creación de un ejército profesional de 40 000 efectivos. Con el fin de asegurar la lealtad de sus hombres, él mismo los entrenaba y elegía a sus oficiales. Incluía a cristianos, hispanos, francos, eslavos, bereberes, mamelucos y gente de todas las clases sociales, incluso esclavos, quienes recibían una paga permanente. Sin embargo, la mayor parte de sus tropas estaba formada por mercenarios que se reclutaban en el norte de África. Estas tropas, sobre todo los antiguos esclavos, eran consideradas más leales al no estar involucradas en las luchas de poder internas que se sucedían en el emirato, como lo eran sus originales unidades formadas por los poco fiables sirios, yemeníes, colonos originalmente árabes y bereberes, y de las que al comienzo de su reinado el emir dependió excesivamente.
El largo reinado de 32 años transcurrió en lucha permanente para poner orden entre sus anárquicos súbditos árabes y bereberes, quienes nunca habían pretendido tener un líder y se resistían a su mandato, por lo que Abderramán se fue haciendo cada vez más estricto. Por un lado, yemeníes y qaysíes se aliaron con los abasíes; por el otro, la revuelta más peligrosa fue la ocasionada por los bereberes incluidos por el jariyismo. El jefe del jariyismo, al-Wahid, se consideraba igualmente descendiente del profeta y se mantuvo insumiso, utilizando la táctica de guerrilla durante diez años, llegando a dominar la región situada entre las cuencas del Tajo y del Guadiana.

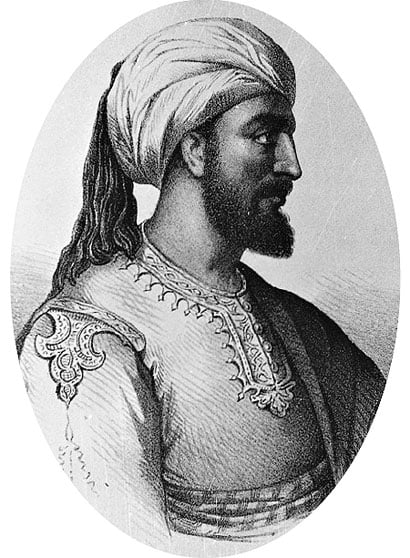
Abderramán como emir independiente, en un grabado del.

Yúsef escapó a Toledo, donde armó un nuevo ejército y atacó la capital en compañía de su hijo, pero la abandonaron al saber del regreso del emir. El otro jefe rebelde, al-Sumayl, escapó a Jaén y se apoyó en Yúsef pero ambos se vieron forzados a pedir la amnistía a causa de la última derrota. El emir aceptó a cambio de conservar a dos de los hijos de Yúsef como rehenes. Ambos jefes regresaron a Córdoba derrotados entre el año 756 y 757. Yúsuf, con un ejército de 20 000 hombres provenientes de Toledo, Alicante y Mérida, marchó a Sevilla donde fue rechazado por los gobernadores locales. Después regresó a Toledo, donde gobernaba su primo Hisham ibn Urwa, quien le dio refugio hasta que Yúsef fue asesinado por sus soldados en el año 759.
Ese mismo año del 759, los habitantes de Narbona asesinaron a la guarnición musulmana y entregaron la ciudad a los francos, a cambio de conservar sus leyes tradicionales. Por entonces los musulmanes perdieron el dominio de toda la Septimania, región militar dedicada principalmente a controlar a los pueblos pirenaicos y que habían heredado de los visigodos.
En el año 761, Abderramán sitió Toledo, en el cual se encontraba el sometimiento de Hisham, donde logró un pacto, pero este se rebeló nuevamente el siguiente año por lo que uno de sus hijos, quien fue entregado como rehén, murió decapitado y su cabeza fue lanzada por encima de los muros de la ciudad. En el año 764, Badr junto a Tamman ibn Alqama ath-Thaqifi asediaron la ciudad, llegando a un acuerdo en el cual una facción de la ciudad entregó a Hisham y a sus comandantes, quienes fueron llevados a Córdoba donde se les crucificó públicamente.
En el año 763, los abásidas enviaron un jefe árabe llamado al-‘Ala ibn Mugaith al-Yahsubi al-Hadrami (conocido como al-‘Ala ibn Muguit) en compañía de hombres y con instrucciones para fraguar una rebelión en contra del emir. En Beja (actual Portugal), Abderramán se preparó para resistir el ataque de al-‘Ala en la fortaleza de Carmona. Mandó a Badr a la entrada de la ciudad para que estableciera un campamento con el apoyo de la gente. Mientras los abásidas se distraían y se dispersaban intentando entrar en la ciudad, Abderramán atacó con su caballería oculta en las cercanías a los jefes enemigos, los cuales terminaron muertos y sus cabezas fueron enviadas (llenas con sal y alcanfor) al gobernador de Túnez con sus nombres etiquetados en sus orejas.

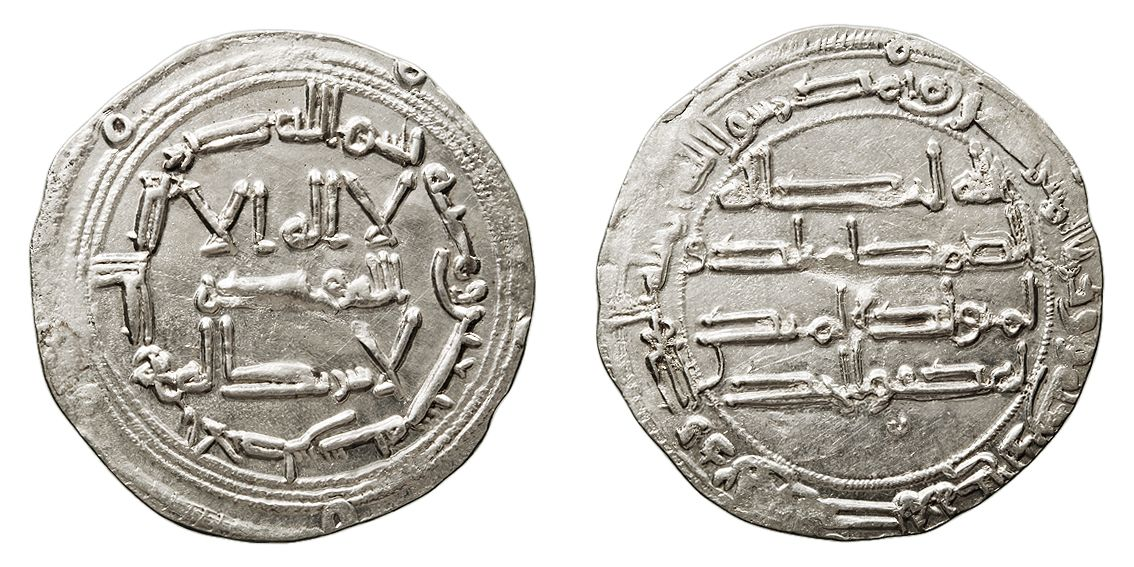
Dirham de plata de Abdrrramán como emir independiente.

En el año 766, la revuelta partió de Niebla. El caudillo al frente en esa ocasión fue un yahsubí de la región, Sa'id al-Matari. La insurrección se extendió a Sevilla y la mayoría de los yemeníes del oeste participaron en ella, pero cuando el emir omeya marchó sobre Sevilla, Sa‘id fue asesinado durante el ataque.
Aquel mismo año, el gobernador de Sevilla, Abu Sabbah al-Yahsubi, fue asesinado por el propio emir. El asesinato de Abu Sabbah provocó odio entre los consanguíneos de este caudillo, quienes eran poderosos en toda la parte occidental de la península, en Beja y Niebla.
Durante las constantes rebeliones, Abderramán cortó miles de cabezas para imponer su dominio y sus principales enemigos fueron los bereberes, quienes lo veían como cualquier otro árabe conquistador. el cual era el método de pago a los soldados musulmanes hasta la introducción del pago de un sueldo por Abderramán I. A la larga este conflicto provocó que muchos de ellos emigraran al Magreb durante la segunda mitad del siglo VIII dejando despobladas varias regiones, pero que fueron repobladas luego por cristianos que habían migrado antes al norte de los valles del Duero y del Ebro tras la batalla de Guadalete. Los bereberes habían participado en la conquista de la península pero recibieron las peores tierras, se dedicaron en zonas montañosas al pastoreo además de que no tenían los mismos derechos que los árabes. En el año 768, el jefe de los bereberes, Shaqya ibn Abd al-Walid al-Fatimi (también conocido como Saqyà al-Miknasi), se rebeló en la provincia de Cuenca y se proclamó Imán y descendiente de Fátima. Desde su refugio en las montañas lanzó varios ataques en el interior de la actual España hasta el año 777 cuando fue asesinado por sus partidarios y su cabeza fue enviada al Emir como prueba de su sometimiento. Con esto el omeya expandió su dominio hasta el norte, sometiendo el valle del Ebro llegando hasta los Pirineos.
En 777 desembarcó en la costa murciana Tudmir del agitador árabe al-Siqlabi, enviado por la corte de Bagdad. De inmediato se movió a Barcelona, entró en contacto con el gobernador independiente de Zaragoza, Suleymán ibn Yaqzan al-Arabi, y con Abu l-Aswad Muhámmad, hijo de Yúsuf, con quienes sublevó la ciudad.
Ese año el primer intento de someter Zaragoza fracasó, el ejército se dispersó y su comandante fue capturado. A pesar de que los gobernantes de la ciudad eran fuertemente independientes, esperaban una nueva ofensiva y enviaron una embajada a Paderborn, donde se reunieron con Carlomagno, único monarca capaz de enfrentar al emir y asegurar su independencia del centralismo del emir en comparación con el feudalismo del rey franco.
En el año 778, dos ejércitos francos cruzaron los Pirineos, pero Barcelona, a la que habían pedido ayuda, negó su apoyo. Al llegar a su objetivo se unieron y se produjo la batalla de Roncesvalles. A finales del año 779, Abderramán conquistó Zaragoza y después el valle del río Ebro. En cuanto a al-Siqlabi, huyó a Valencia donde fue perseguido por un ejército del Emir que terminó por quemarle sus naves. Fue asesinado por uno de sus mercenarios y su cabeza fue enviada a Abderramán entre los años 778 y 779.

#### Sublevaciones yemeníes
Abderramán I también luchó contra los árabes yemeníes o kalbíes. Sus aliados, al no ver recompensado su apoyo como esperaban y sin poder ejercer algún cargo de mando sobre el soberano, tomaron parte en conjuras contra su régimen.
Los califas abasíes de Bagdad sirvieron de apoyo espiritual a muchas de estas revueltas contra el príncipe superviviente de la dinastía proscrita y a veces las fomentaban con ayuda directa. En el año 763, el jefe árabe al-Ala ibn Muguit se levantó contra el emir en el distrito de Beja (sur de Portugal), enarbolando la bandera negra de los califas abbasíes. Provisto de dinero e instrucciones por el califa Abu Yáfar al-Mansur, desembarcó en al-Ándalus con la promesa de obtener el gobierno del país si lograba destronar al usurpador omeya. Esto le atrajo partidarios, especialmente yemeníes; el emir omeya llegó a estar sitiado en Carmona, pero una afortunada salida le dio la victoria. Al-‘Ala ibn Muguit pereció en el combate, así como destacados jefes de la insurrección. Las cabezas de todos ellos fueron embalsamadas y metidas en un saco junto con el diploma de la investidura y la bandera negra abbasí.
Los yemeníes también se sublevaron en Niebla al mando del jefe Sa'id al-Matari al-Yahsubi, quien se apoderó de Sevilla y se hizo fuerte de nuevo en Qalat Raawac (Alcalá de Guadaíra), donde fue sitiado por el emir. Sa'id al-Matari murió en una de las salidas que hicieron los rebeldes para tratar de romper el cerco. Sus tropas tuvieron que pedir la rendición después de una enconada lucha. Abu Sabbah Yahya al-Yahsubi, el influyente jefe yemení, quien propuso la muerte del emir tras la batalla de Al-Musara, de quien se dice que estuvo involucrado en la rebelión, fue invitado a la capital como forma de reconciliación donde se le asesinó en el año (766).
La siguiente rebelión, entre los años 772 y 774, duró un poco más. Mientras Abd al-Rahman I estaba sitiando el castillo de Xabatrán, donde se hallaba refugiado el rebelde bereber Shaqya (diciembre de 772), recibió un mensaje de su hijo Suleymán, quien era gobernador de Córdoba, en el que se le anunciaba la sublevación de los sevillanos al mando de un tal Abd al-Gaffar al-Yahsubi, primo del asesinado Abu Sabbah Yahya al-Yahsubi, y de Hayat ibn Mulatis con apoyo de los yemeníes locales.
El Emir volvió a su capital pero al ver el tamaño de las fuerzas rebeldes envió a su primo, Abd al-Málik ibn Úmar al-Marwani, al frente de sus tropas, quedando él mismo en retaguardia dispuesto a socorrerle. Al-Marwani envió a su hijo Umayya a explorar el lugar, y en el momento que se encontró con tropas sublevadas huyó, por lo que fue castigado y decapitado a manos de su propio padre. Tras el asesinato de Umayya, al-Marwani arengó a sus hombres y atacó a los rebeldes destrozándolos. Como premio por su valor, Abderramán casó a su hijo Hisham con la hija de su primo y le entregó tierras y títulos hereditarios.
El 20 de noviembre de 773, Abderramán entró en Sevilla y ordenó la ejecución de los partidarios de la rebelión. Este hecho le acarreó tal odio entre los árabes que el emir tuvo que comprar esclavos, es decir, mamelucos, para su ejército, pues aquellos no quisieron entrar a formar parte de sus filas como antes.
Los dos jefes yemeníes de la rebelión pudieron escapar, pero el emir los persiguió hasta la vertiente sur de Sierra Morena, donde gracias a una estratagema de su primo les derrotó en el wadi Qais (río Bembézar) en el año 774.
Las guerras civiles árabes y las sublevaciones bereberes finalizan prácticamente durante el reinado de Abd al-Rahmán I, pero la paz se vio turbada por motines y revueltas de carácter social entre la población del Arrabal de Córdoba y entre los muladíes de las ciudades fronterizas de Mérida, Toledo y Zaragoza.

#### Organización del emirato
Su territorio estuvo bien organizado gracias a la eficacia de sus ministros y gobernadores en las siete provincias del emirato, conformadas por cadíes, jueces de las ciudades y el consejo coránico que procuraban la integración de los diferentes grupos religiosos bajo las leyes de Mahoma, como la de los muladíes (cristianos conversos), los mozárabes  y los judíos, plenamente integrados. Abderramán siempre tuvo cuatro o cinco asesores que le aconsejaban en cada decisión difícil, entre los cuales se encontraba su antiguo vasallo Badr, al que nombró jefe del ejército, y con el que guardaba una cierta amistad.
Ordenó que no se rezase jamás por los abásidas de Bagdad y fue proclamado príncipe de los creyentes. En las monedas no se hacía ninguna mención a Bagdad y tan solo reflejaban el año en curso y el nombre de al-Ándalus. Fomentó los cultivos e introdujo la palmera en la península ibérica. Según la tradición, todas las palmeras de España descienden de una palmera que plantó Abderramán I con sus propias manos en el jardín de su palacio de Córdoba.

#### Mezquita de Córdoba
En el año 785, utilizó el material de una basílica visigoda dedicada a San Vicente para iniciar la construcción de la mezquita de Córdoba, que quedaría para la posteridad como símbolo del esplendor de la España musulmana. Durante sus últimos años, inició un proceso de construcciones masivas para justificar su poder frente a los ojos de la comunidad pues ya estaba asegurado por la derrota de los hijos de Yúsef, Abu l-Aswad Muhámmad y Qásim ibn Yúsuf, quienes se habían rebelado en Toledo con 6000 hombres a su mando. Abderramán los venció personalmente en batalla el 11 de septiembre de ese año.

#### Dinastía omeya
Entre los años 779 y 780, los omeyas Abd as-Salam ibn Yazid y el sobrino del emir, Ubayd Allah ibn Aan, intentaron derrocarlo del poder y pagaron el intento con su vida.
Tiempo después, en el año 783, su sobrino, al-Muguira, hijo de su hermano Walid, junto con un hijo del famoso al-Sumayl ibn Hatim llamado Hudhayl ibn As-Sumayl, fraguaron otra conspiración que también pagaron con su vida.
También su fiel liberto Badr fue insolente con su señor y cayó en desgracia, siendo temporalmente desterrado a una plaza fronteriza en el año 772. Años más tarde se reconcilió con el emir y recuperó los bienes confiscados y las prerrogativas pasadas.
Tuvo tres hijos legítimos que pretendían sucederle, Suleimán, Hisham y Almóndzir. Abderramán tomó la decisión de elegir el sucesor siguiendo una antigua tradición oriental. Escogió a Hisham, por ser el más parecido a él tanto en carácter como físicamente, a quien dejó un inmenso legado. La sucesión no fue sencilla, pues dos de los hermanos del nuevo emir no reconocieron su autoridad y se alzaron contra él.
Nunca perdió ninguna batalla y en sus últimos años, Abderramán tuvo que lidiar con una sucesión de conspiraciones en el palacio, las cuales reprimió enérgicamente. Estableció un estado musulmán unificado que logró detener el avance cristiano por varios siglos y evitó el colapso del control islámico en la península. Fundó la dinastía que aseguró el control omeya de España hasta 1031.
Después de sofocar la rebelión de los moriscos en el siglo XVI, es posible que fueran a establecerse en la región de Valencia algunos descendientes omeyas que quedaron y que hubieran sido obligados a cristianizarse o a salir deportados desde el puerto de Alicante en 1609.

## Filmografía
La película Al-Ándalus, el camino del sol (1989) trata de la vida de Abderramán I, estando el personaje interpretado por el actor Luis Suárez.